# SCT
SCT d.d. (kratica za Slovenija ceste Tehnika) je bil do stečaja leta 2011 eden največjih gradbenih holdingov na področju nekdanje Jugoslavije.
Od ustanovitve oz. združitve podjetij Slovenija ceste, Tehnika in Obnova v začetku 80. let do propada ga je vodil prosluli Ivan Zidar.